# Jens Jørgensen (politiker)
 Der er flere personer med dette navn, se Jens Jørgensen.
Jens Jørgensen (28. februar 1806 i Uldum – 16. februar 1876 på Bjerregård i Åle Sogn) var en dansk gårdejer og politiker.
Han var søn af gårdejer Jørgen Jensen (1779-1867) og Karen Mortensdatter (1781-1866). Han købte 1832 en farbroders gård i Holtum, men solgte den 1846; ejede et par år en anden gård i Bøgballe, men blev 1847 medejer (med faderen) og 1851 eneejer af den store Bjerregård i Åle Sogn ved Horsens. Allerede fra barndommen var han religiøs vakt, thi hans moder hørte til de såkaldte "stærke jyder", og han holdt tidligt gudelige forsamlinger i sit hjem. 1833 kom han i forbindelse med Peder Larsen (Skræppenborg) og tog megen del i hans møder, hvilket flere gange pådrog ham tiltale og bøder. Senere (1849) sluttede Jørgensen sig til Grundtvig og var også en værdig repræsentant for den grundtvigske retning: En varm fædrelandsven og talsmand for borgerlig og kirkelig frihed, derhos sindig og varsom i sin færd og aldrig nogen blind partigænger. Han var 1842-46 medlem af sogneforstanderskabet, 1845-51 af Vejle og 1859-65 af Skanderborg Amtsråd; var 1852 medstifter af Geert Winthers nørrejyske Brandforsikring og dens viceformand fra 1857 til sin død; ligeledes 1862 medstifter af Den jyske Folkeforening og senere medlem af dens bestyrelse.
Desuden havde Jørgensen i mange år sæde i vore lovgivende forsamlinger. 1848 valgtes han til den grundlovgivende Rigsforsamling og blev året efter medlem af Landbokommissionen. 1852 valgtes han til Landstinget og var den eneste bonde, der fik plads i det store udvalg om arvefølgesagen; han stemte imod det kongelige budskab. Han blev derefter folketingsmand for Koldingkredsen indtil 1858; talte 1855 for sognebåndets løsning (ligesom 10 år senere for valgmenigheder) og stemte imod Fællesforfatningen. Han blev 1857 af Folketinget valgt til Rigsrådet, hvor han 1862 tog ordet for valgrettens udvidelse og 1863 stemte for Novemberforfatningen. 1864-66 søgte han dels i Rigsrådets Folketing, dels i Rigsdagens Landsting at få Junigrundloven genoprettet, og endelig var han 1866-69 på ny folketingsmand (for Horsenskredsen) og 1869-73 (for Vejle Amts 5. kreds). Han hørte vel til Det forenede Venstre, men ville ikke stemme for at nægte Finanslovens behandling i oktober 1873. Han døde 16. februar 1876. I 1857 var han blevet Dannebrogsmand.
Jørgensen ægtede 1830 Maren (1804-1849), datter af gårdmand Søren Jensen i Uldum, og 1850 Kirsten (1818-1890), datter af gårdmand Christen Henriksen i Dons.
Han er begravet i Åle. Af portrætter findes der en skitse af Constantin Hansen og et maleri efter samme af Adolph Larsen, begge i Folketinget. Træsnit 1877. Der findes et monument på Åle Kirkegård og 1881 rejstes en mindesten over ham i Uldum.